# Ambush-Journalismus
Als Ambush-Journalismus bezeichnet man eine Methode der Berichterstattung, die öffentliche Personen unerwartet mit Fragen konfrontiert und sich diese Überraschungsmomente zunutze macht. Ziel ist es, an Informationen und Aussagen zu gelangen, die ein gut vorbereiteter Interviewpartner ansonsten nicht preisgeben würde.

## Definition und Charakteristika
Der Sprachwissenschaftler Guntram Platter verweist bei der Begriffsbestimmung auf das französische Wort „embûcher“, das so viel wie „in einem Busch liegen“ bedeutet. Demnach kann man Ambush-Journalismus mit „Journalismus auf der Lauer und aus dem Hinterhalt“ bezeichnen. Beim Ambush-Journalismus werden laut Platter oft folgende „fiese Rhetorik-Tricks“ eingesetzt:
- den naiven Laien spielen,
- verdeckt beleidigen,
- in Zweifel ziehen,
- direkt herabwürdigen,
- die Integrität des Interviewten anzweifeln,
- Nebensächlichkeiten aufblasen,
- moralisieren,
- Manipulation durch Hypothesen – der Trick mit Konjunktiv.

## Verbreitung
Die Methode des Ambush-Journalismus wird besonders häufig im Boulevardjournalismus verwendet. Im  Fernsehjournalismus gilt die Sendung 60 Minutes des US-Senders CBS, bei der harte, überraschende Fragen an Interviewpartner vor laufender Kamera gestellt werden, als Musterbeispiel für Ambush-Journalismus. Deutsche TV-Politmagazine wie Monitor oder Report verfolgen einen ähnlichen Ansatz.